# Luis Alberto Heiremans
Luis Alberto Heiremans (* 14. Juli 1928 in Santiago de Chile; † 25. Oktober 1964 in Santiago de Chile) war ein chilenischer Dramatiker und Erzähler.

## Leben
Heiremans zeigte sehr frühzeitig seine literarische Begabung. Als er zwölf Jahre alt war, veröffentlichte die Zeitschrift Margarita seine Erzählung La Muerte. Bis 1948 erschien eine Reihe weiterer Erzählungen hier und in der Zeitschrift Zig Zag. 1949 unternahm er eine Europareise, in deren Verlauf er in England als Schauspieler auftrat, und nach seiner Rückkehr erschien 1950 der Kurzgeschichtenband Los niños extraños. 1954 schloss er an der Universidad de Chile ein Medizinstudium ab, übte jedoch den Beruf eines Arztes nie aus.
Er profilierte sich als bedeutender Vertreter der chilenischen Generation '50 (Generación Comprometida), einer Gruppierung von Schriftstellern, Intellektuellen und Künstlern, die sich auf sozialen Realismus und eine kritische Auseinandersetzung mit den politischen Realitäten ihrer Zeit fokussierte. Besondere Bedeutung erlangte er als Dramatiker und Direktor des Teatro Ensayo de la Universidad Católica für die Entwicklung des Theaters in Chile. ¡Esta señorita Trini! (1958) gilt als erstes chilenisches Musical. Seine Kurzgeschichten erschienen in drei Bänden, sein einziger Roman Puerta de Salida wurde 1964 veröffentlicht.
Als Stipendiat der Rockefeller Foundation studierte und lehrte Heiremans ab 1963 in den USA. In dieser Zeit wurde bei ihm ein malignes Lymphom diagnostiziert, an dessen Folgen er 1964 im Alter von 36 Jahren starb. Heiremans war der Bruder des Unternehmers Eugenio Heiremans und Cousin der Schauspielerin Violeta Vidaurre Heiremans.

## Werke
Erzählwerke
- Los niños extraños (Erzählungen 1) (1950)
- Los demás (Erzählungen 2) (1952)
- La jaula en el árbol y dos cuentos (1959)
- Los seres de un día (Erzählungen 3) (1960)
- El abanderado (1962)
- Puerta de salida (Roman) (1964)

Schauspiel
- Noche de equinoccio (1951)
- La hora robada (1952)
- La eterna trampa (1953)
- La jaula en el árbol (1957)
- ¡Esta señorita Trini! (Musical) (1958)
- Los güenos versos (1958)
- Sigue la estrella (1958)
- Es de contarlo y no creerlo (1959)
- La ronda de la buena nueva (1961)
- Moscas sobre el mármol (1961)
- Versos de ciego (1961)
- El palomar a oscuras (1962)
- El abanderado (1962)
- Buenaventura (Trilogie) (1962)
  - Buenaventura I: El año repetido
  - Buenaventura II: El mar en la muralla
  - Buenaventura III: Arpeggione
- El tony chico (1964)
- Cuentos y canciones de la mamá (1965)